# Saint-Martin-de-la-Cluze
Saint-Martin-de-la-Cluze är en kommun i departementet Isère i regionen Auvergne-Rhône-Alpes i sydöstra Frankrike. Kommunen ligger i kantonen Monestier-de-Clermont som tillhör arrondissementet Grenoble. År 2022 hade Saint-Martin-de-la-Cluze 749 invånare.

## Befolkningsutveckling
Antalet invånare i kommunen Saint-Martin-de-la-Cluze
Referens:INSEE